# 龙山街道 (罗山县)
龙山乡，是中华人民共和国河南省信阳市罗山县下辖的一个乡镇级行政单位。

## 行政区划
龙山乡下辖以下地区：
沈畈社区、龙山村、桑园村、岳冲村、六里村、胡山村、十里头村、常岗村、双店村、十里塘村和朱岗村。